# Сиклс, Дэниель
Дэниель Эдгар Сиклс (англ. Daniel Edgar Sickles; 20 октября 1819 — 3 мая 1914) — американский политик и военный с яркой, хотя и спорной биографией. Служил генералом в годы гражданской войны, а впоследствии — послом в Испании.
В довоенный период он был нью-йоркским политиком и оказался вовлечен в несколько крупных скандалов, самым известным из которых стало убийство им любовника своей жены, Филипа Кея. Он был оправдан по причине «временной невменяемости» — впервые в американской истории. Во время войны он стал одним из самых известных политиков. Во время сражения при Геттисберге он передвинул свой III корпус на невыгодные позиции, за что потом часто осуждался историками и современниками, однако в 1897 году он получил Медаль Почета за Геттисберг. Там же под Геттисбергом он потерял ногу, на чём завершилась его военная карьера.
После войны Сиклс командовал различными военными дистриктами во время Реконструкции, служил послом в Испании и ненадолго возвращался в Конгресс. Одним из его личных достижений стало создание Геттисбергского национального парка.

## Ранние годы
Сиклс родился в Нью-Йорке в семье Сьюзан Мэрш Сиклс и Джорджа Гаррета Сиклса, юриста и политика. (Его годом рождения иногда называют 1825, и сам Сиклс иногда это подтверждал. Историки предполагают, что он намеренно поменял дату рождения, когда женился на женщине вдвое моложе себя.) Он изучал печатное дело и учился в Университете Нью-Йорка (Нью-Йоркский университет). Он также изучал право и был допущен к юридической практике в 1846 году, а в 1847 стал членом Нью-Йоркской ассамблеи.
27 сентября 1852 года Сиклс женился на Терезе Баджиоли, несмотря на несогласие обеих семей — ему было 33, а ей — 15 или 16. В 1853 году он занял должность, известную как Corporation counsel, однако вскоре уволился и стал секретарем при Джеймсе Бьюкенене в американском посольстве в Лондоне. Он вернулся в Америку в 1855 году и стал членом городского Сената Нью-Йорка (1856—1857). Был избран на 35-й и 36-й Конгресс США от партии демократов, прослужив с 4 марта 1857 по 3 марта 1861 года.

### Убийство Кея

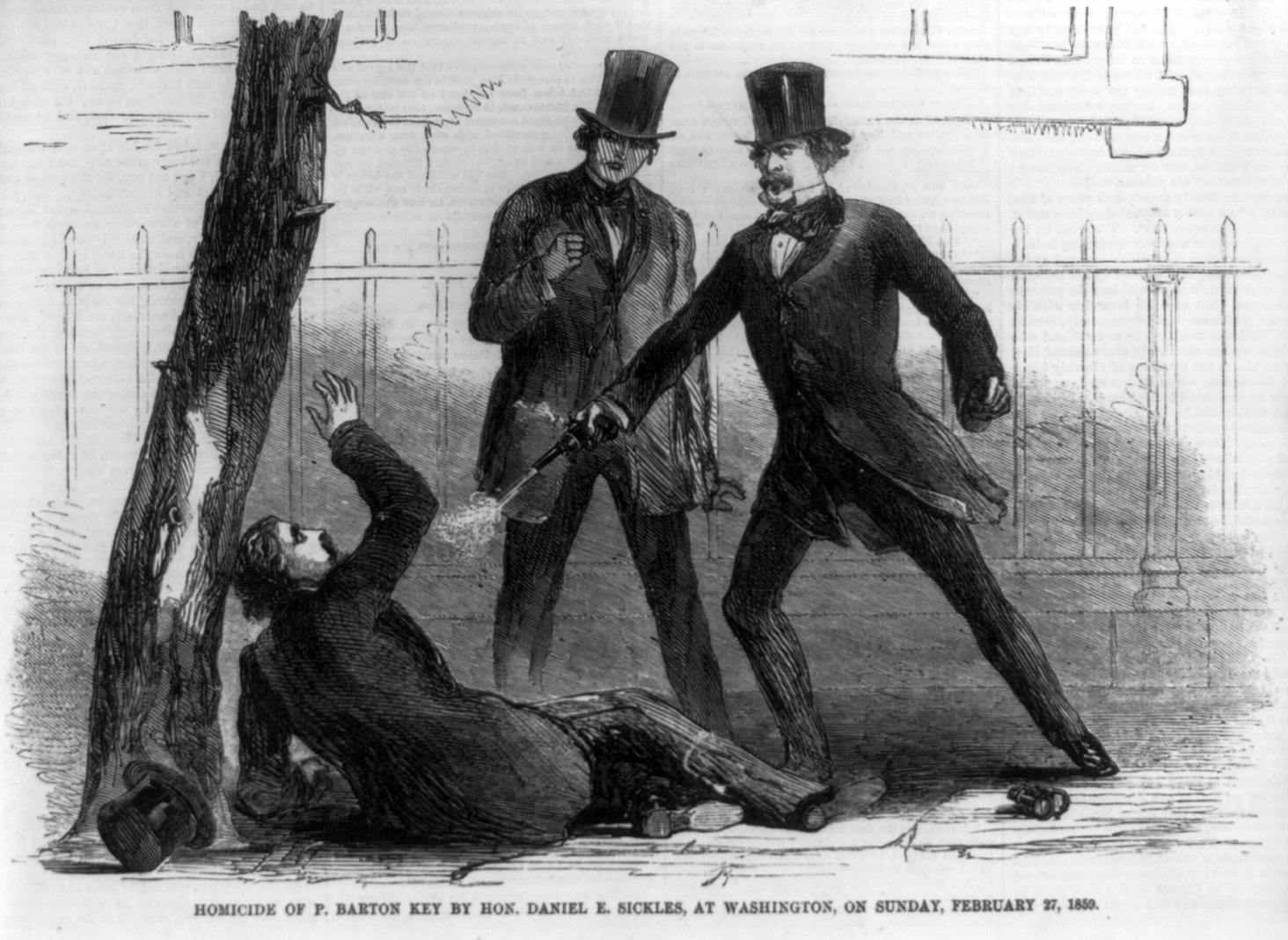
Сиклс убивает Кея (1859)

Карьера Сиклса сопровождалась несколькими крупными скандалами. «Он принадлежал к числу тех политиков, которые в атмосфере скандала чувствуют себя, как рыба в воде, и радовался любому вниманию, которое мог привлечь к своей персоне». Городская ассамблея Нью-Йорка обвиняла его в связях с известной куртизанкой Фэнни Уайт, которую он в 1853 взял с собой в Англию и даже представил королеве Виктории. В 1859 на площади Лафайет, около Белого Дома, Сиклс встретил и выстрелом из пистолета убил Филипа Бартона Кея, адвоката округа Колумбия и сына Френсиса Скотта Кея. Он подозревал его в связях со своей женой.

## Гражданская война
Когда началась война, Сиклс решил поправить свою пошатнувшуюся репутацию и занялся набором рекрутов в Нью-Йорке. Он сумел собрать четыре пехотных полка и был назначен полковником одного из них. В сентябре 1861 года он был повышен до бригадного генерала и стал одним из самых известных генералов-политиков федеральной армии. Бригада Сиклса состояла из 4-х полков:
- 70-й Нью-Йоркский пехотный полк, полковник Уильям Дуайт
- 71-й Нью-Йоркский пехотный полк, полковник Джордж Холл
- 72-й Нью-Йоркский пехотный полк, полковник Нельсон Тейлор
- 74-й Нью-Йоркский пехотный полк, полковник Чарльз Грэм

В марте 1862 года он попробовал сбежать из подчинения штата в федеральное подчинение: «Сиклс напрямую обратился к президенту с докладом о готовности поступить на федеральную службу. Губернатор штата Нью-Йорк, где была набрана бригада, немедленно потребовал вернуть её в контингент войск штата, однако Сиклс уже закусил удила и не желал ничего слушать. Вместо того, чтобы выполнить приказ, он провел перекличку на гласисе форта, находившегося под федеральной юрисдикцией, и без лишних споров увел своих парней в Вашингтон. Но авантюра Сиклса не осталась без последствий. Губернатор устроил скандал, и после долгих препирательств „Превосходная“ вернулась в подчинение штата Нью-Йорк». В итоге он был вынужден оставить бригаду, однако начал активно лоббировать свои интересы в правительстве и в итоге добился своего восстановления в звании 24 мая 1862 года. Из-за этих событий он пропустил первые сражения кампании на полуострове, где его бригада хорошо проявила себя в сражении при Вильямсберге. Несмотря на отсутствие военного опыта, он смог неплохо командовать так называемой «Эксельсиорской бригадой» Потомакской армии в сражении при Севен-Пайнс и в последовавшей Семидневной битве. В августе его отправили в Нью-Йорк, чтобы он использовал своё политическое влияние для набора новых рекрутов, и из-за этого пропустил Второе сражение при Бул-Ране. Так как III корпус, в котором он служил, был оставлен оборонять Вашингтон во время Мерилендской кампании, из-за чего Сиклс не участвовал так же и в Энтитемском сражении. В эти же дни он был назначен командиром дивизии (вместо Хукера, который стал командиром I корпуса).

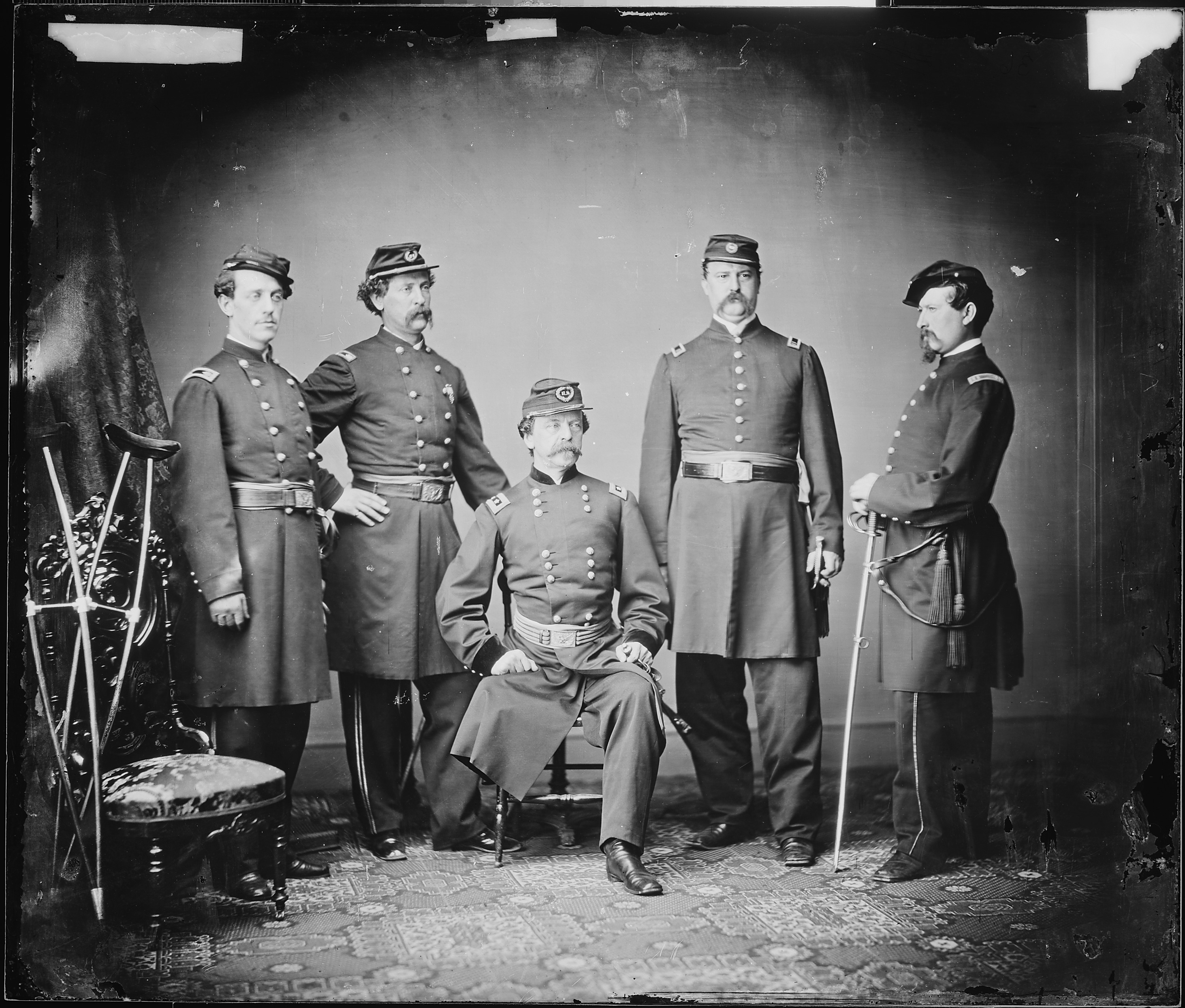
Сиклс и штаб III корпуса. На фотографии Сиклс уже без ноги.

Во время сражения при Фредериксберрге дивизия Сиклса стояла в резерве и в бой введена не была. 16 января 1863 года президент Линкольн номинировал Сиклса к повышению до генерал-майора. И хотя Сенат на подтверждал назначение до 9 марта 1863 года, а президент формально назначил его только 11 марта, главнокомандующий Хукер все же сделал его командиром III корпуса ещё в феврале. Сиклс стал единственным корпусным командиром, не окончившим Вест-Пойнт. Теперь он командовал тремя дивизиями: Дэвида Бирней, Хирама Берри и Эмиеля Виппла.
Сиклс всегда был в хороших отношениях с генерал-майором Джозефом Хукером, который в начале войны был его дивизионным командиром, а впоследствии — главнокомандующим. Оба заработали репутацию людей, неравнодушных к вину и женщинам. Многие офицеры жаловались, что Хукер, Сиклс и Баттерфилд превратили штаб армии в подобие бара и публичного дома, а Сиклс у себя в штабе III корпуса зашел ещё дальше .

### Чанселорсвилл
В мае 1863 года, во время сражения при Чанселорсвилле, корпус Сиклса участвовал в обходном марше и, после приказа остановиться и перейти к обороне занял позицию между корпусом Слокама и корпусом Ховарда. Когда Хукер решил, что армия Ли уже отступает, он приказал Сиклсу отправить одну свою дивизию для преследования противника. В итоге, когда генерал Джексон внезапно атаковал фланг армии, корпус Сиклса опасно выдвинулся вперед и был вынужден спешно отходить. Именно он занял высоту Хейзел-Гроув, отбил несколько небольших атак и даже сам атаковал бригаду генерала-южанина Лэйна. В целом в этом сражении Сиклс проявил себя как грамотный и решительный командир.

### Геттисберг

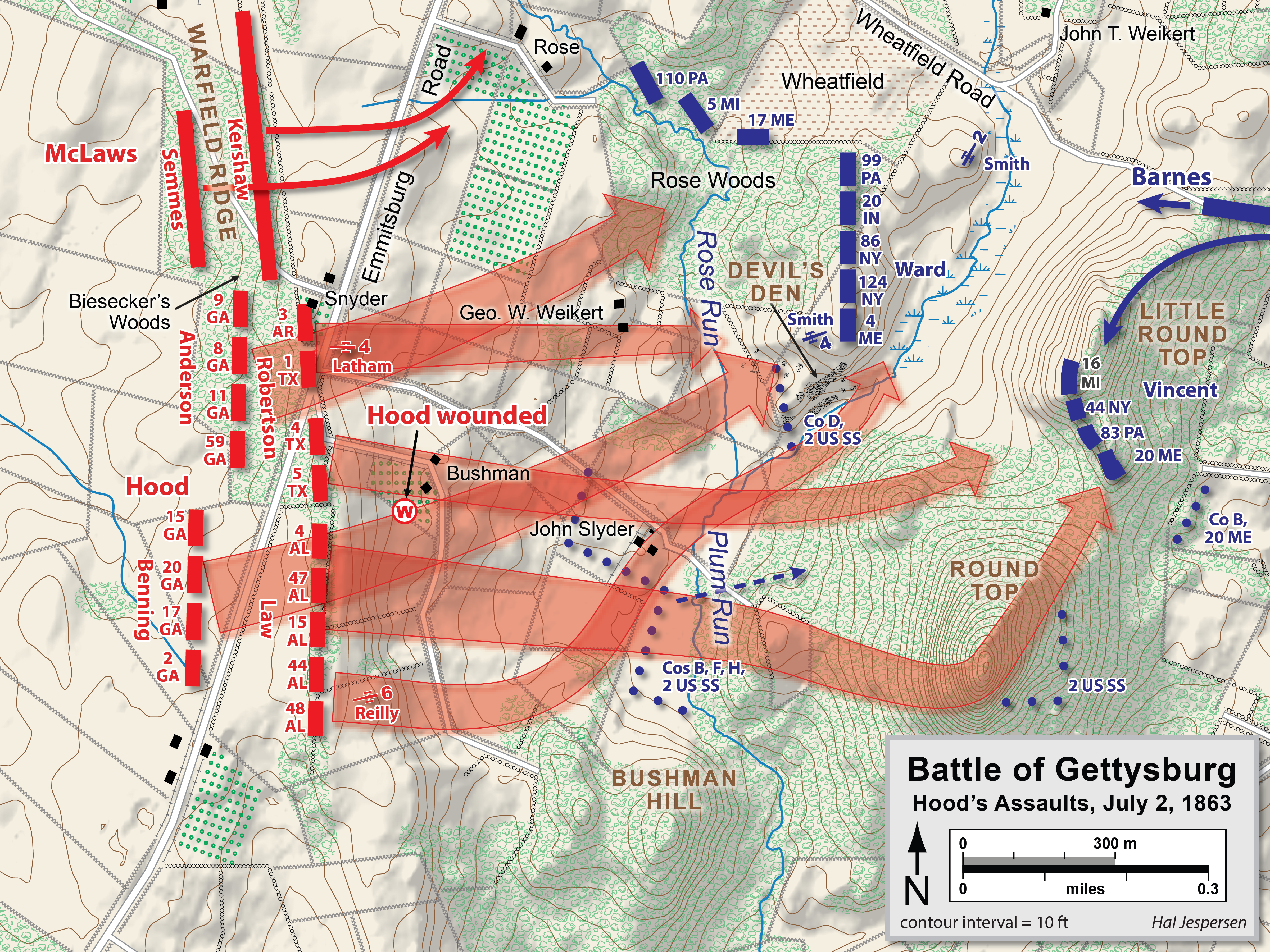
Оборона корпуса Сиклса 2 июля под Геттисбергом.

После Чанселорсвилла корпус Сиклса сократился до двух дивизий — Бирни и Хемфриса. Бирни временно командовал корпусом в начале геттисбергской кампании — он привел его во Фредерик 28 июня, где Сиклс принял командование. В тот же день был смещен Хукер и главнокомандующим армии стал Джордж Мид, отчего Сиклс ушел в своего рода оппозицию, тем более, что его подчиненный генерал Бирни так же был в плохих отношениях с Мидом. Утром 1 июля корпус стоял в Эммитсберге. До Сиклса дошел «Пайпкрикский циркуляр» Мида, однако, получив сообщение о столкновении у Геттисберга, Сиклс проигнорировал Мида и отправил корпус на помощь Ховарду, оставив в Эммитсберге две бригады для прикрытия тыла. Он прибыл в Геттисберг после 17:00, и стал первым, кто пришел на помощь Ховарду в тот день. Ховард приказал ему встать на левом фланге армии.
Утром 2 июля Мид приказал ему занять южный край Кладбищенского хребта — от позиций II корпуса до горы Литл-Раунд-Топ. Сиклс обнаружил впереди небольшую возвышенность и, по совету Бирни и вопреки приказу Мида, выдвинул дивизии вперед: бригада Варда заняла Берлогу Дьявола, бригада Тробрианда встала на Пшеничном Поле, а бригада Грехама — у Персикового сада. Дивизия Хэмфриса встала севернее Персикового сада вдоль Эммитсбергской дороги. В итоге фронт корпуса оказался слишком растянут, а в районе Персикового сады образовался угол, открытый для атаки с двух сторон. В 15:00 Мид объявил собрание корпусных командиров — Сиклс не явился. Узнав о произошедшем, Мид вместе с генералом Уорреном отправились к Сиклсу за объяснениями. Сиклс согласился вернуть корпус на прежнее место, но было уже поздно и Мид не дал разрешения.

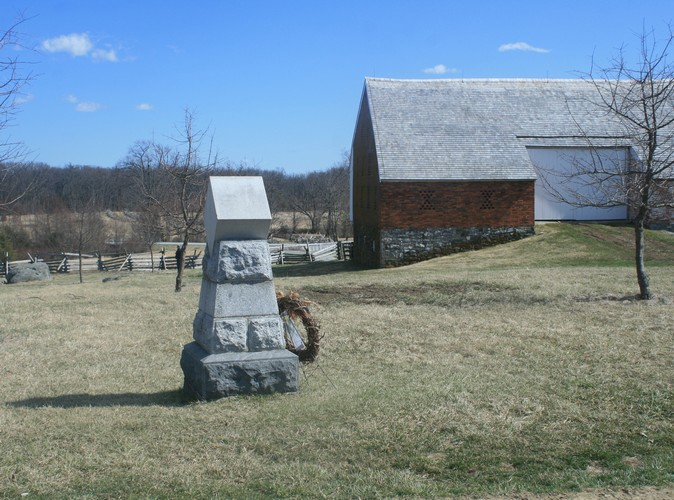
Место ранения генерала Сиклса у сарая фермы Тростла.

Около 16:00 армия Конфедерации начала наступление силами корпуса Джеймса Лонгстрита. III корпус попал под удар дивизии Маклоуза и частей дивизии Худа. Корпус Сиклса был почти уничтожен. Историк Эдвин Коддингтон пишет, что центр федеральной армии был близок к разгрому и вина на этом лежит именно на Сиклсе. Стивен Сирс пишет, что «Дэн Сиклс, не подчинившись приказам Мида поставил под угрозу не только свой корпус но и весь план обороны 2 июля». Однако Джон Кеган и Джеймс Макферсон полагают, что манёвр Сиклса в итоге спутал планы генерала Ли.
Сам Сиклс находился при штабе у фермы Тростла, где ему повредило ядром ногу. Его отнесли в тень дома Тростла, где он сказал адъютанту, майору Гарри Тремейну: «Скажите генералу Бирни — пусть принимает командование». Его отправили на носилках в госпиталь на тенетаунской дороге, при этом он демонстративно курил сигару, чтобы произвести хорошее впечатление на своих солдат. Его нога была ампутирована в тот же день. Он велел отправить себя в Вашингтон, где оказался уже 4 июля, принеся первые новости о победе. Днем 5 июля его посетил Линкольн с сыном.

## Послевоенная деятельность

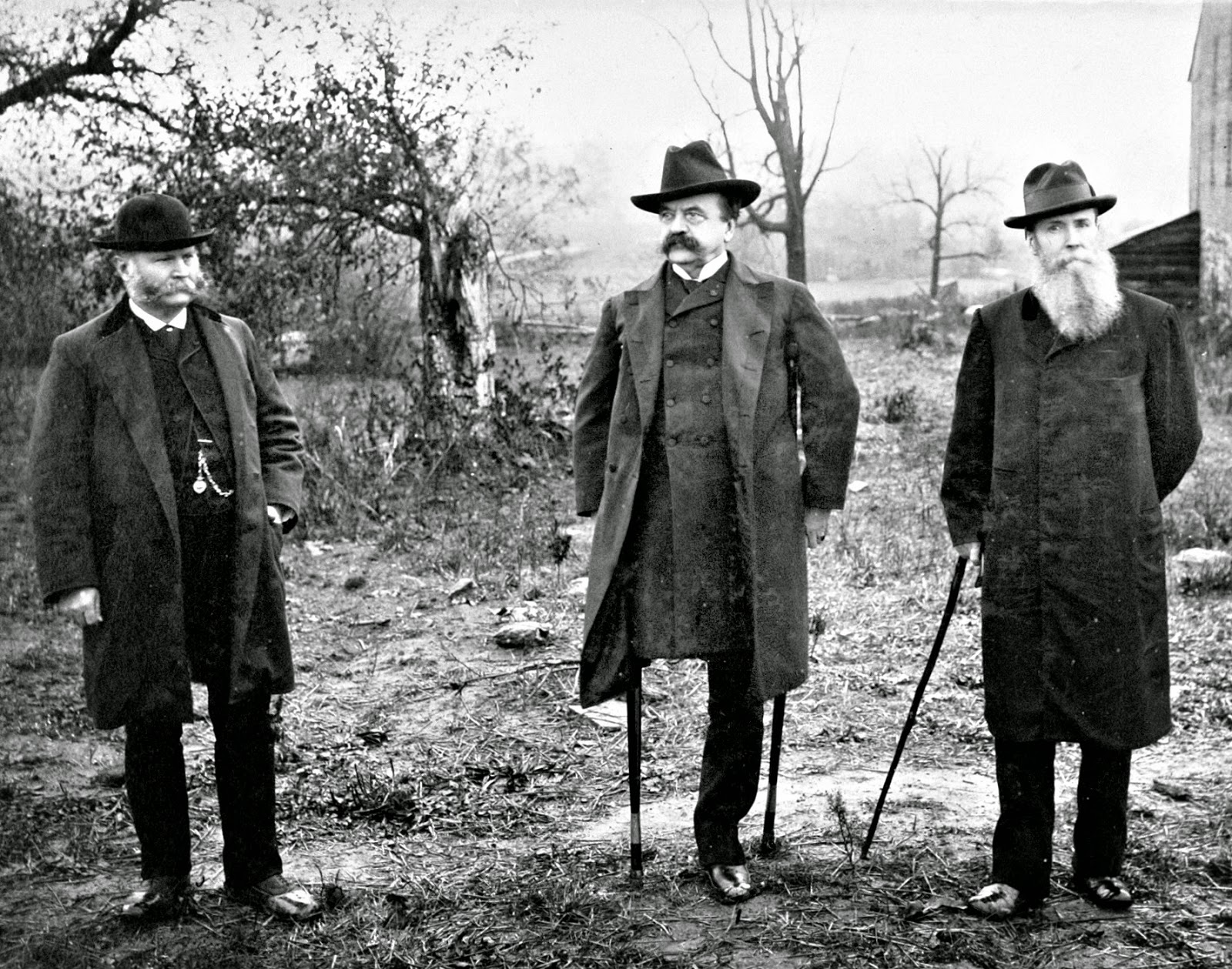
Карр, Сиклс и Грехам в 1888 году на месте ранения Сиклса у фермы Тростла

Несмотря на ампутацию ноги, Сиклс остался в армии до конца войны и был очень недоволен тем, что Грант не давал ему вернуться к полевой службе. 1867 году он получил звание бригадного генерала (за Фредериксберг) и генерал-майора регулярной армии (за Геттисберг). Вскоре после войны, в 1865 году, он был послан в Колумбию с дипломатической миссией. 
В марте 1867 года были введены в действие Акты о реконструкции Юга, согласно которым весь Юг был поделён на 5 дистриктов. Южная Каролина и Северная Каролины были объединены во 2-й дистрикт, который возглавил Сиклс. 
В 1866 он стал командиром 42-го пехотного полка, а в 1869 году ушёл в отставку в звании генерал-майора.
С 1869 по 1874 год Сиклс служил послом США в Испании и участвовал в переговорах по поводу «Вирджинского инцидента». Его неосторожные и эмоциональные донесения в Вашингтон едва не привели к войне, но в итоге военный секретарь исправил ситуацию.

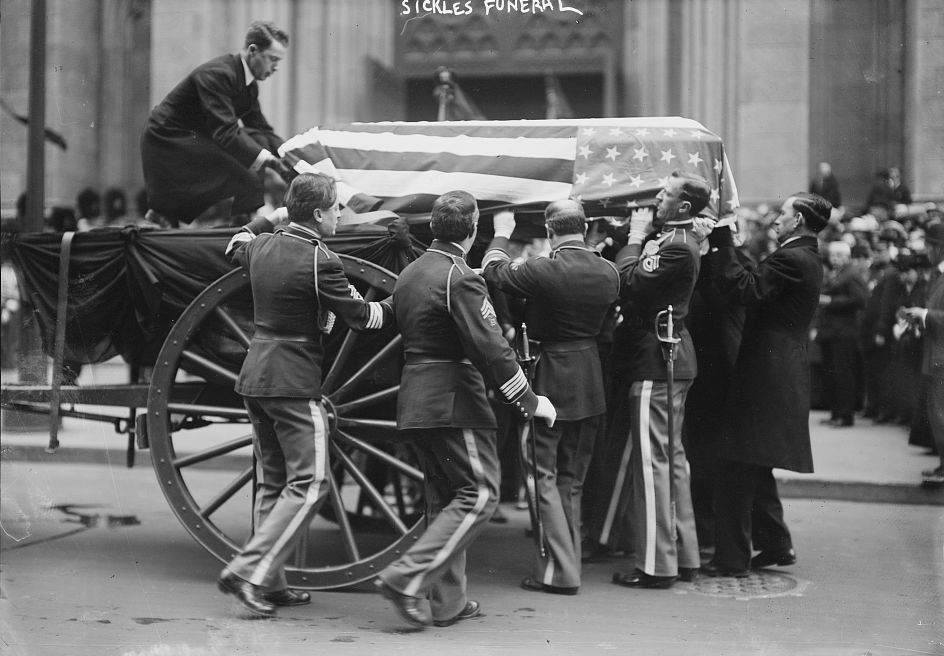
Похороны Сиклса

Сиклс так же был президентом «Board of Civil Service Commissioners» штата Нью-Йорк с 1888 по 1889 год, шерифом Нью-Йорка в 1890 году, делегатом Конгресса с 1893 по 1895 год. Он так же был председателем общества памятников и приложил существенные усилия к сохранению Геттисбергского поля боя, скупке земель в Геттисберге и установке памятников. В итоге под Геттисбергом появились монументы всем участвовавшим генералам, кроме самого Сиклса. Когда его спросили, почему нет памятника ему самому, он ответил: «всё поле боя — памятник Дэну Сиклсу». Фактически, под Гетисбергом, на территории Персикового сада, был установлен монумент «Эксельсиорской бригаде», который должен был включать в себя бюст Сиклса. Ходили слухи, что Сиклс украл деньги, выделенные на бюст, поэтому на месте бюста был установлен орёл.
В последние годы жизни Сиклс жил в Нью-Йорке. Он умер 3 мая 1914 года в возрасте 94 лет. Его похоронили на Арлингтонском кладбище.

## Медаль Почета
Ранг: Генерал-майор армии волонтеров США
Место и время: Геттисберг, Пн., 2 июля 1863 года.
Место поступления на службу: Нью-Йорк
Вручена: 30 октября 1897 года.
Формулировка:
Проявил храбрость на поле боя, энергично противодействуя наступлению противника и вдохновляя своих людей даже тогда, когда сам был тяжело ранен.